# 拳遊び

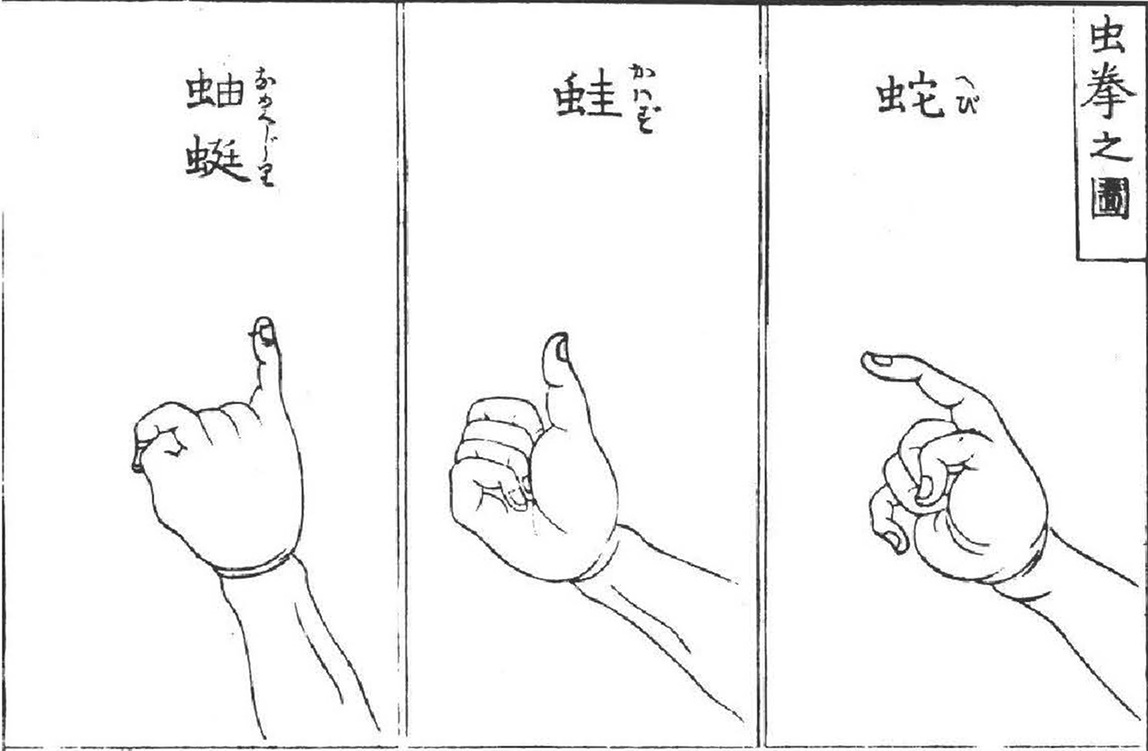
虫拳 『拳会角力図会』 1809年

拳遊び（けんあそび）は、狭義には指や手や腕の動作を用いて勝敗を決する遊戯、広義にはその他の身体の部位や道具を使って行う「拳」という名称のつく遊戯を含む。元々は酒宴で用いられる遊びであったが、後にいくつかは子供の間でも行われるようになった。日本・中国などの東アジアを中心に、数多くの拳遊びがある。

## 歴史
拳遊びは「三すくみ拳」と「数拳」と大別されることがある。すくみ拳の種類は三だけに限らないことや、すくみ拳かつ数拳に分類できる球磨拳のような拳遊びも存在することからこの単純な分類には問題もあり、「当てると勝つもの」「比較して決められた方が勝つもの」「正しく対応できると勝つもの」といった勝敗の決め方で分ける提案もある。とりあえずここでは、代表的なサブカテゴリということで、三すくみ拳と数拳の歴史について述べる。

### 三すくみ拳
三すくみ拳は日本の平安時代には存在していたとされる。日本での代表的な三すくみ拳は虫拳でヘビ、カエル、ナメクジの三すくみ（人さし指はヘビ、親指はカエル、小指はナメクジ）である。ルールはじゃんけんとほぼ同じで、カエルはナメクジに勝ち、ナメクジは蛇に勝ち、蛇はカエルに勝つというもの。江戸時代後期には天竺徳兵衛をモデルにした児雷也ものが読本・浄瑠璃・歌舞伎で当たりし、児雷也の蝦蟇への大変身が話題となった。そこでカエル・ナメクジ・ヘビの「蛇拳（じゃけん）」というものが流行し、幕末には「狐、庄屋、猟師」もしくは「狐、猟師、鉄砲」の狐拳という三すくみ拳が流行し、3連勝しないと1本取ったことにならない藤八拳（東八拳）が派生して、家元制度が導入され、競技性が高まった。明治になり数拳の手の形と三すくみ拳からの現代行われているじゃんけんが考案されたと考えられている。またタイには「象、象使い、王様」の三すくみ拳がある。

### 数拳
数拳（本拳・豁拳）は2人が互いに片手の指で数を示すと同時に双方の出した数の合計を言い、当たった方が勝ちというもの。中国が発祥地で日本では18世紀の初めから広がった。16世紀の後半に長崎から入ってきた遊びなので長崎拳・崎陽拳ともよばれた（崎陽は漢学者たちによる長崎の異称のこと）。江戸時代の天保年間までは、これが大人の拳遊びの中心だった。現代でも九州では球磨拳などの数拳が行われている。子供の遊びにも、数拳によく似た遊びがある（→手を用いた遊び#数字を指定する遊び）。

## 種類
- 脚じゃんけん（あしじゃんけん）
- 兎拳（うさぎけん）
- ウントコ拳（うんとこけん）
- お上げのお手を（おあげのおてを）
- おいでなさい
- 尾上拳（おのえけん）
- 開帳拳（かいちょうけん）
- 狐拳（きつねけん）

猟師は狐に勝ち、狐は庄屋に勝ち、庄屋は猟師に勝つ。ルールはじゃんけんに同じ。
- 藤八拳・東八拳（とうはちけん）
- 庄屋拳（しょうやけん）

- 畸陽拳（きようけん）
- 球磨拳（くまけん）
- 軍師拳（ぐんしけん）
- 源平拳（げんぺいけん）
- こいこい拳（こいこいけん）
- 薩摩拳（さつまけん）
  - なんこ・なんこ拳（なんこけん）
- 答礼拳（さようけん）
- 三国拳（さんごくけん）
- 匕玉拳（すくいたまけん）
- 台湾拳（たいわんけん）

かけ声とともに相手と自分の出した指の数を当てる数拳。
- チョン脱拳（ちょんぬげけん）
- 津軽拳（つがるけん）
- 聾拳（つんぼけん）
- 唐山拳（とうしんけん）
- 唐人拳（とうじんけん）
- 都市拳（としけん）
- とてつるけん
- 併せ併せ・伴せ伴せ（拳）（ともせともせ（けん））
- 虎拳（とらけん）
- どんどん拳（どんどんけん）
- 箸拳（はしけん）
- ブサ、ブーサー
- 裸拳（はだかけん）
- 花拳（はなけん）
- 深川拳（ふかがわけん）
- 本拳（ほんけん）

片手の指で0から5までの数を表現し、互いに出した数の合計を中国語で当てる数拳。
- 長崎拳（ながさきけん）

- 幕の内拳（まくのうちけん）
- まくら拳（まくらけん）
- 雑拳（まぜけん）
- 廻り拳（まわりけん）
- 虫拳（むしけん）

蛙はナメクジに勝ち、ナメクジは蛇に勝ち、蛇は蛙に勝つ。ルールはじゃんけんに同じ。
- 盲人拳（もうじんけん）
- 野球拳（やきゅうけん）
- 安来拳（やすぎけん）
- 柳拳（やなぎけん）
- ヨイヨイ拳（よいよいけん）
- 吉原拳（よしわらけん）
- 世直し拳（よなおしけん）
- 呼拳（よびけん）
- 柳拳
- 流行すててこ拳（りゅうこうすててこけん）
- 雑拳（まぜけん）

本拳と虫拳とを互い違いに打って勝負を決するもの。または本拳を打つべき場合に虫拳の指を出し、虫拳を打つべき場合に本拳の声を出した方が負けとするもの。